# معرض جدة الدولي للكتاب
مَعْرِض جَدَّة الدَّولي للكِتَاب يُعَدُّ ثاني أكبر معرض للكِتاب في المملكة العربية السعودية، بَعْدَ معرض الرياض الدولي للكتاب. ويقام بتنظيم من هيئة الأدب والنشر والترجمة في السعودية، وعقدت النسخة الأولى منه في عام 2015. من ذلك العام فصاعدًا، يُقام معرض الكتاب عادة بحلول شهر ديسمبر في أرض الفعاليات، جنوب أبحر، جدة.

## الأهداف
يقول الأمير مشعل بن ماجد، محافظ جدة السابق: إن أحد الأهداف الرئيسية للمعرض هو «دعم حركة النشر في المملكة العربية السعودية». على هامش المعرض، يتم تنظيم عدد من المعارض. بالإضافة إلى ذلك، يتم تنفيذ العديد من عروض الفولكلور من قبل عدد من المجتمعات المغتربة التي تعيش في المملكة العربية السعودية. كما انه عقد معرض جدة للكتاب للسنة الخامسة.

## الدورات السابقة
| الدورة               | تاريخ إقامة المعرض | المكان                         | الشعار             | ملاحظات |
| -------------------- | ------------------ | ------------------------------ | ------------------ | --- |
| معرض جدة للكتاب 2024 | 12 ديسمبر 2024     | "جدة سوبر دوم"                 | جدة تقرأ           | شهد معرض جدة للكتاب 2024 مشاركة 1000 دار نشر ووكالة محلية وعالمية من 22 دولة، موزعة على أكثر من 450 جناحًا، في ظل مشاركات عدة من جهات حكومية وهيئات ومؤسسات ثقافية سعودية وعربية.                |
| معرض جدة للكتاب 2023 | 7 ديسمبر 2023      | سوبر دوم جدة                   | مرافئ الثقافة      | أقيم بمشاركة أكثر من 1000 دار نشر محليةٍ وعربيةٍ ودوليةٍ، إذ يُقدم المعرض عبر برنامجه الثقافي باقةً فعاليات وأنشطة ثقافية ومعرفية متنوعة، وسيشهد المعرض حضوراً لفن المانجا والقصص المصورة (الكوميكس). |
| معرض جدة للكتاب 2022 | 17 ديسمبر 2022     | سوبر دوم جدة                   |                    | أقيم لأول مرة بتنظيمٍ من هيئة الأدب والنشر والترجمة بعد نقل اختصاصات معارض الكتاب إلى وزارة الثقافة، بمشاركة أكثر من 900 دار نشر محلية وعربية ودولية، و400 جناح معرفي.                           |
| الخامسة              | 11 ديسمبر 2019     | أرض الفعاليات في أبحر الجنوبية |                    | بمشاركة أكثر من 400 دار نشر محلية وعربية وعالمية على مساحة 30 ألف متر مربع. |
| الرابعة              | 26 ديسمبر 2018     | أرض الفعاليات في أبحر الجنوبية | الكتاب تسامح وسلام | بمشاركة أكثر من 400 دار نشر محلية وعربية من 40 دولة. |
| الثالثة              | 14 ديسمبر 2017     | أرض الفعاليات في أبحر الجنوبية | الكتاب حضارة       | بمشاركة أكثر من 500 دار نشر محلية وخليجية وعربية وعالمية من 42 دولة. |
| الثانية              | 15 ديسمبر 2016     | أرض المعارض في أبحر الجنوبية   |                    | تنظيم وزارة الثقافة والإعلام، وبمشاركة 450 دار نشر من 27 دولة. |
| الأولى               | 11 ديسمبر 2015     | أرض المعارض في أبحر الجنوبية   |                    | أقيم بإشراف وتنظيم وزارة الثقافة والإعلام، وبمشاركة 370 دار نشر من 25 دولة. |

## تاريخ المعرض
- بدأت فكرة معرض جدة الدولي للكتاب عام 1993م من الغرفة التجارية في جدة، بعد تأسيس أول لجنة إعلامية ثقافية داخلها ويرجع تاريخه إلى العام 1994م بتنظيم الشركة السعودية للمعارض واستمرت دورات المعرض بشكل منتظم تقريباً من عام 2000 وحتى عام 2006، باستثناء عام 2001، وشاركت جهات مختلفة في تنظيمه والإشراف عليه، من بينها وزارة التعليم العالي من خلال جامعتي الملك عبد العزيز، وأم القرى بمكة المكرمة، ووزارة الثقافة والإعلام، والغرفة التجارية بجدة.
- توقف المعرض عام 2001، ليعود مجدداً في عام 2002، وقد دخلت جامعة الملك عبد العزيز جهة منظمة بمشاركة شركة الحارثي، واستمرت الجامعة والشركة ووزارة الإعلام في المشاركة في تنظيم معرض 2003.
- ويعد معرض 2006 الذي نظم في مركز الجمجوم هو الأخير حيث صدر في عام 2008 قرار بإسناد مسؤولية معارض الكتب إلى وزارة الثقافة والإعلام، بعد أن كانت وزارة التعليم العالي تكلف جامعة في كل سنتين لتنظيم معرض دولي للكتاب.
- وقد عاد المعرض بحلة جديدة بعد عشر سنوات عام 2015 ليستمر حتى اليوم.[21]

## المُنظِّمُون
أقيم المعرض مع انطلاقته عام 2015 بتنظيم من وزارة الثقافة والإعلام السعودية. ثم انتقلت مسؤولية تنظيمه لهيئة الأدب والنشر والترجمة التابعة لوزارة الثقافة السعودية.

## المُشَارِكُون
يُشارك في المعرض عادةً حوالي 500 دار نشر دولية من أكثر من 40 دولة. زيَّادةً على ذلك، فإنه يولي اهتمامًا كبيرًا للكتاب السعوديين الجدد وذوي الخبرة.

## مَرَاجِع
1. 1 2  "Jeddah International Book Fair a big draw". Arab News (بالإنجليزية). 19 Dec 2016. Archived from the original on 2019-07-03. Retrieved 2018-12-27.
2. ↑  "Saudi Arabia's 4th Jeddah International Book Fair set for 13 days over western Christmas and New Year". The New Publishing Standard (بالإنجليزية الأمريكية). 17 Dec 2018. Archived from the original on 2019-05-08. Retrieved 2018-12-27.
3. ↑  "ثقافي / هيئة الأدب والنشر والترجمة تنظم معرض جدة الدولي للكتاب في ديسمبر المقبل". هيئة الأدب والنشر والترجمة. مؤرشف من الأصل في 2022-10-02. اطلع عليه بتاريخ 2022-10-04.
4. 1 2  lammt.com. "Jeddah International Book Fair". Lammt. مؤرشف من الأصل في 2018-12-27. اطلع عليه بتاريخ 2018-12-27.
5. ↑  "Jeddah International Book Fair". Arab News (بالإنجليزية). Archived from the original on 2019-12-31. Retrieved 2018-12-27.
6. ↑  "Jeddah International Book Fair's tale of success". Arab News (بالإنجليزية). 4 Jan 2019. Archived from the original on 2019-05-14. Retrieved 2019-01-04.
7. ↑  Hendrickson، W. A.؛ Ward، K. B. (27 أكتوبر 1975). "Atomic models for the polypeptide backbones of myohemerythrin and hemerythrin". Biochemical and Biophysical Research Communications. ج. 66 ع. 4: 1349–1356. DOI:10.1016/0006-291x(75)90508-2. ISSN:1090-2104. PMID:5. مؤرشف من الأصل في 2020-10-17.
8. ↑  الشرق,الشرق (13 ديسمبر 2024). ""جدة تقرأ" وتحتفي بحضارة الإبل في معرضها الدولي للكتاب". Asharq News. مؤرشف من الأصل في 2024-12-13. اطلع عليه بتاريخ 2024-12-14.
9. ↑  "ثقافي / هيئة الأدب والنشر والترجمة تستعد لتنظيم معرض جدة للكتاب 2024". spa.gov.sa. مؤرشف من الأصل في 2024-12-10. اطلع عليه بتاريخ 2024-12-11.
10. ↑  الشرق (7 ديسمبر 2023). "معرض جدة للكتاب 2023 ينطلق تحت شعار "مرافئ الثقافة"". Asharq News. مؤرشف من الأصل في 2023-12-09. اطلع عليه بتاريخ 2023-12-09.
11. ↑  ""مانجا العربية" تحظى بقبول رواد معرض جدة للكتاب". اندبندنت عربية. 13 ديسمبر 2023. مؤرشف من الأصل في 2023-12-13. اطلع عليه بتاريخ 2023-12-13.
12. ↑  بلال، علي. ""هيئة الأدب" تُدشِّن معرض جدة للكتاب". مؤرشف من الأصل في 2023-12-10. اطلع عليه بتاريخ 2023-12-08.
13. ↑  الوطن، جدة : (7 ديسمبر 2022). "انطلاق معرض جدة للكتاب 2022 غدا". Watanksa. مؤرشف من الأصل في 2023-03-19. اطلع عليه بتاريخ 2022-12-10.{{استشهاد ويب}}:  صيانة الاستشهاد: علامات ترقيم زائدة (link)
14. ↑  الراجحي، عبدالله. ""معرض كتاب جدة" يسدل الستار الليلة بعد 10 أيام عمل وزيارة 441 ألف زائر". صحيفة سبق الالكترونية. مؤرشف من الأصل في 2022-10-04. اطلع عليه بتاريخ 2022-10-04.
15. ↑  "انطلاق معرض جدة الدولي للكتاب بمشاركة 400 دار نشر من 40 دولة". صحيفة الاقتصادية. 15 ديسمبر 2018. مؤرشف من الأصل في 2019-09-10. اطلع عليه بتاريخ 2022-10-04.
16. ↑  "افتتاح معرض جدة الدولى للكتاب تحت شعار "الكتاب تسامح وسلام"". اليوم السابع. 27 ديسمبر 2018. مؤرشف من الأصل في 2019-03-06. اطلع عليه بتاريخ 2022-10-04.
17. ↑  "انطلاق فعاليات معرض جدة للكتاب". جريدة القبس. مؤرشف من الأصل في 2022-10-04. اطلع عليه بتاريخ 2022-10-04.
18. ↑  "معرض جدة الدولي للكتاب". www.al-jazirah.com. مؤرشف من الأصل في 2022-10-04. اطلع عليه بتاريخ 2022-10-04.
19. ↑  الشرق (12 ديسمبر 2015). "افتتاح معرض جدة الدولي للكتاب بمشاركة 370 دار نشر". al-sharq.com. مؤرشف من الأصل في 2022-10-04. اطلع عليه بتاريخ 2022-10-04.
20. ↑  "ShareThis Homepage". ShareThis. مؤرشف من الأصل في 2022-10-04. اطلع عليه بتاريخ 2022-10-04.
21. ↑  "معرض جدة الدولي للكتاب تنوع وتجديد وبرنامج ثقافي مميز – صحيفة البلاد". مؤرشف من الأصل في 2019-12-28. اطلع عليه بتاريخ 2022-10-04.
22. ↑  "Jeddah International Book Fair". www.eyeofriyadh.com (بالإنجليزية الأمريكية). Archived from the original on 2018-12-28. Retrieved 2018-12-27.
23. ↑  "Jeddah International Book Fair Opens This Week". CIC - Saudi Arabia (بالإنجليزية الأمريكية). 12 Dec 2017. Archived from the original on 2019-04-10. Retrieved 2018-12-27.